# The Seamstress
The Seamstress est une œuvre concertante pour violon et orchestre de la compositrice britannique Anna Clyne datant de 2014.

## Contexte et création
Anna Clyne compose The Seamstress en 2014. La création a lieu le 28 mai 2015 par l'Orchestra Hall de Chicago. L’œuvre possède en incipit de la partition un poème de William Butler Yeats.

## Orchestration
| Instrumentation de L'Enfant et les Sortilèges                                              |
| Bois                                                                                       |
| 2 petites flûtes, 2 cor anglais, 2 clarinettes basses en si , 2 contrebassons              |
| Cuivres                                                                                    |
| 4 cors en fa, 3 trompettes en ut, 2 tuba                                                   |
| Percussions                                                                                |
| 1 timbales, vibraphone, caisse claire, cymbale suspendue, crotales, grosse caisse, tam-tam |
| Claviers / cordes pincées                                                                  |
| glockenspiel, harpe                                                                        |
| Cordes                                                                                     |
| 12 premiers violons, 12 seconds violons, 10 altos, 8 violoncelles et 6 contrebasses        |

## Analyse
The Seamstress est considérée comme l’œuvre d'Anna Clyne la plus lyrique.

## Reprise et enregistrements
L’œuvre a été reprise et enregistrée par le BBC Symphony Orchestra, sous la direction de Sakari Oramo, avec comme récitante Irene Buckley et comme violoniste soliste Jennifer Koh.